# Governo Maresca Donnorso
Il governo Maresca Donnorso è stato l’undicesimo governo del Regno delle Due Sicilie.
Sotto questo governo, nel febbraio del 1848 il re delle Due Sicilie promulgò la costituzione come risposta ai moti siciliani di gennaio.

## Composizione
- Carlo Cianciulli: Ministro degli affari interni
  - Giuseppe Parisi: Ministro degli affari interni
    - Francesco Paolo Bozzelli: Ministro degli affari interni
- Nicola Maresca Donnorso, duca di Serracapriola: Ministro Segretario di Stato degli Affari Esteri
- Cesidio Bonanni: Ministro Segretario di Stato di Grazia e Giustizia
  - Aurelio Saliceti: Ministro Segretario di Stato di Grazia e Giustizia
- Dentice, principe: Ministro Segretario di Stato delle Finanze
- Giuseppe Garzia: Ministro Segretario di Stato della Guerra
- Giuseppe Garzia: Ministro Segretario di Stato della Marina
- ..., principe di Torella: Ministro Segretario di Stato dei Lavori Pubblici
- Gaetano Scovazzo: Ministro Segretario di Stato dell'Agricoltura e del Commercio e della Pubblica Istruzione
- Cesidio Bonanni: Ministro Segretario di Stato degli Affari Ecclesiastici